# 鸡肝蛋糕

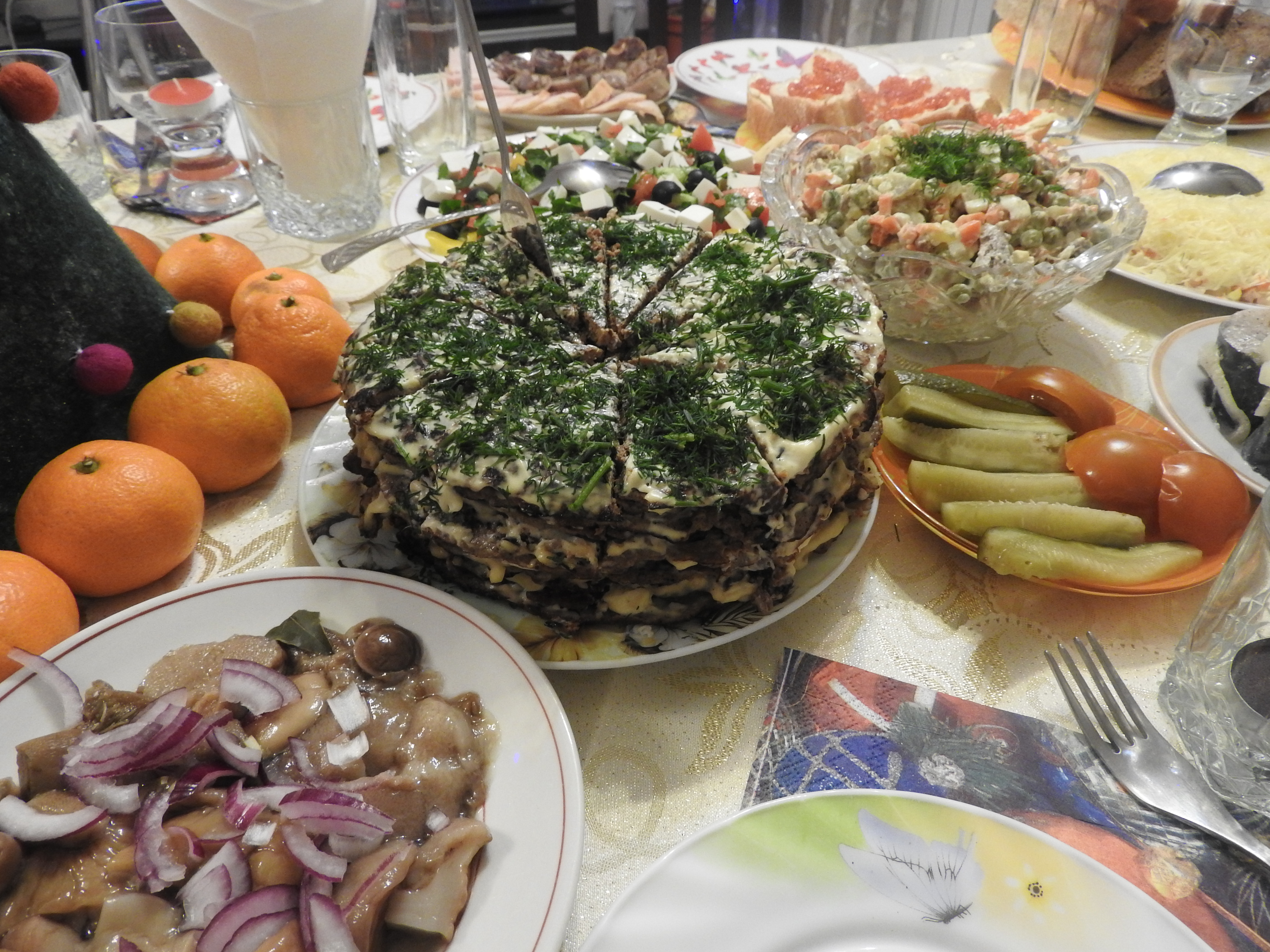
鸡肝蛋糕

鸡肝蛋糕（烏克蘭語： печінковий торт）是一种美味的夹心蛋糕，常见于乌克兰、俄罗斯和匈牙利。其口感清淡、鲜嫩，有时会用牛肝或猪肝制作。 蛋糕中的肝脏拌在面糊里，而非馅料。其各层之间亦涂抹有奶油干酪或蛋黄酱。 其配料主要为胡萝卜、鸡蛋黄、香草及洋葱。 
这种蛋糕可以在各种庆祝活动中食用，例如谢肉节。